# Награды прокуратуры Российской Федерации
Награды прокуратуры Российской Федерации — ведомственные награды прокуратуры Российской Федерации, учреждённые приказами Генеральной прокуратуры России от 6 апреля 2007 г. № 393-к, от 10 января 2007 года № 1, от 2 февраля 2007 г. № 107-к и от 25 ноября 2011 г. № 415, 5 июля 2017 г. № 452.

## Перечень наград
В соответствии с Положением о наградах прокуратуры России, утверждённого приказами Генеральной прокуратуры России от 6 апреля 2007 г. № 393-к, 5 июля 2017 г. № 452 были учреждены следующие награды:
- нагрудный знак «Почётный работник прокуратуры Российской Федерации»;
- нагрудный знак «За безупречную службу»;
- нагрудный знак «За заслуги»
- именное оружие;
- знак отличия «За верность закону»;
- медаль «За взаимодействие»;
- медаль «Ветеран прокуратуры»;
- медаль «За воинскую доблесть»;
- медаль «За укрепление боевого содружества»;
- медаль «За отличие в военной службе»;
- медаль Руденко;
- медаль Ягужинского;
- Почётная грамота Генерального прокурора Российской Федерации;
- грамота Генерального прокурора Российской Федерации;
- Медаль «290 лет прокуратуре России»[1]
- медаль «300 лет прокуратуре России» (учреждена Указом Президента Российской Федерации от 20 апреля 2021 года № 229 «О юбилейной медали «300 лет прокуратуре России», порядок награждения утверждён приказом Генеральной прокуратуры Российской Федерации от 12 августа 2021 года № 463 «Об утверждении Положения о порядке вручения юбилейной медали «300 лет прокуратуре России»).

## Порядок награждения
В соответствии с положением о конкретной награде награждаются:
- нагрудным знаком «Почётный работник прокуратуры Российской Федерации» и прилагающейся к нему грамотой Генерального прокурора Российской Федерации могут награждаться прокурорские работники, военнослужащие, гражданские служащие, иные работники, пенсионеры и ветераны, имеющие стаж службы (работы) в системе прокуратуры Российской Федерации не менее 15 календарных лет, за продолжительную и безупречную службу в органах и организациях прокуратуры, примерное исполнение служебных обязанностей, выполнение заданий особой важности и сложности;
- нагрудным знаком «За безупречную службу» могут награждаться прокурорские работники, военнослужащие, гражданские служащие, иные работники, пенсионеры и ветераны, прослужившие (проработавшие) в системе прокуратуры Российской Федерации не менее 15 лет и отличившиеся образцовым исполнением служебных обязанностей, за продолжительную и безупречную службу (работу) в органах и организациях прокуратуры, примерное исполнение служебных обязанностей, выполнение заданий особой важности и сложности;
- нагрудным знаком «За заслуги» могут награждаться прокурорские работники, военнослужащие, гражданские служащие, иные работники, пенсионеры и ветераны, прослужившие (проработавшие) в системе прокуратуры Российской Федерации не менее 10 лет, за продолжительную и безупречную службу, заслуги в деле укрепления законности и правопорядка, развитие системы прокуратуры Российской Федерации, образцовое исполнение служебных обязанностей и весомый вклад в выполнение задач по защите прав и свобод граждан, охраняемых законом интересов общества и государства, в том числе в Вооруженных Силах Российской Федерации, других войсках, воинских формированиях и органах, в которых федеральным законом предусмотрена военная служба, а также иные лица, оказавшие существенную помощь в решении стоящих перед органами прокуратуры задач, внесшие значительный вклад в развитие системы прокуратуры Российской Федерации, обеспечение взаимодействия с органами прокуратуры Российской Федерации, в том числе в деле укрепления обороноспособности страны;
- знаком отличия «За верность закону» III, II и I степени при наличии конкретных заслуг награждаются работники органов и учреждений прокуратуры за примерное исполнение своих служебных обязанностей, продолжительную и безупречную службу (продолжительностью соответственно 10, 15 и 20 календарных лет, при этом выслуга лет сама по себе без наличия конкретных заслуг не является основанием для награждения);
- медалью «Ветеран прокуратуры» награждаются прокурорские работники, военнослужащие, гражданские служащие, иные работники, пенсионеры и ветераны, безупречно прослужившие (проработавшие) в системе прокуратуры 20 и более календарных лет и имеющие заслуги в деле укрепления законности и правопорядка, активно участвующие в деятельности ветеранских организаций, в работе по сохранению традиций прокуратуры Российской Федерации, обучению и воспитанию молодого поколения прокурорских работников, а также при условии наличия у представленного к награждению иной награды прокуратуры Российской Федерации;
- медалью «За взаимодействие» награждаются лица, не являющиеся работниками прокуратуры Российской Федерации, оказавшие существенную помощь в укреплении законности и развитии системы прокуратуры Российской Федерации, в выполнении возложенных на неё задач;
- медалью «За воинскую доблесть» награждаются военнослужащие органов военной прокуратуры за отличные показатели в служебной деятельности, отвагу, самоотверженность, доблесть и другие заслуги, проявленные при исполнении воинского долга в условиях опасной для жизни и здоровья обстановки, в других чрезвычайных обстоятельствах, потребовавших принятия мужественных решений;
- медалью «За укрепление боевого содружества» награждаются военнослужащие органов военной прокуратуры, других федеральных органов исполнительной власти, федеральных государственных органов, в которых законом предусмотрена военная служба (далее — иные органы), а также другие граждане Российской Федерации и иностранные граждане за заслуги в укреплении боевого содружества и военного сотрудничества с дружественными государствами, содействие в решении задач, возложенных на органы военной прокуратуры;
- медалью «За отличие в военной службе» награждаются положительно характеризующиеся, не имеющие дисциплинарных взысканий военнослужащие органов военной прокуратуры за разумную инициативу, усердие и отличные показатели в служебной деятельности;
- медалью Руденко могут награждаться работники прокуратуры, проработавшие в органах прокуратуры не менее 20 лет, за безупречную службу, примерное исполнение своих обязанностей, внесшие значительный практический вклад в развитие системы прокуратуры и являющиеся образцом профессионализма, порядочности и гражданской зрелости. Кроме того, медалью могут быть награждены прокурорские работники и пенсионеры органов и организаций прокуратуры Российской Федерации за значительный вклад и достигнутые успехи при поддержании государственного обвинения в суде, выполнение заданий особой важности и сложности при осуществлении деятельности, связанной с защитой прав и свобод граждан, интересов государства и общества;
- медалью Ягужинского награждаются прокурорские работники органов и организаций прокуратуры Российской Федерации, военнослужащие органов военной прокуратуры, федеральные государственные гражданские служащие, пенсионеры и ветераны органов и организаций (учреждений) прокуратуры Российской Федерации, прослужившие в системе прокуратуры Российской Федерации и СССР, как правило, не менее 10 календарных лет, за значительные заслуги, связанные с исполнением служебных обязанностей по обеспечению верховенства закона, единства и укрепления законности, защите прав и свобод граждан, а также охраняемых законом интересов общества и государства, за достигнутые успехи в осуществлении надзорной деятельности, нормативно-правового регулирования и научного обеспечения деятельности российской прокуратуры, подготовки квалифицированных кадров для органов и организаций прокуратуры, за примерное исполнение своих обязанностей, выполнение заданий особой важности и сложности;
- медалью «290 лет прокуратуре России» по случаю указанной юбилейной даты в 2012 году были награждены работники органов и учреждений прокуратуры Российской Федерации, добросовестно исполняющие служебные обязанности и имеющие выслугу (стаж работы) в системе прокуратуры Российской Федерации 15 лет и более в календарном исчислении; работники (пенсионеры органов прокуратуры), прослужившие (проработавшие) в органах и учреждениях прокуратуры Российской Федерации 20 лет и более в календарном исчислении и уволенные по основаниям, указанным в статье 43 Федерального закона «О прокуратуре Российской Федерации», за исключением уволенных за нарушение Присяги прокурора, а также совершение проступка, порочащего честь прокурорского работника;
- медалью «300 лет прокуратуре России» по случаю указанной юбилейной даты в 2022 году награждаются прокурорские работники, военнослужащие органов военной прокуратуры, федеральные государственные гражданские служащие, работники, замещающие должности, не являющиеся должностями федеральной государственной гражданской службы, и работники, осуществляющие профессиональную деятельность по иным должностям (профессиям) в органах и организациях прокуратуры Российской Федерации, добросовестно исполняющие служебные (трудовые) обязанности и по состоянию на 31 декабря 2022 года имеющие стаж службы (работы) в системе прокуратуры Российской Федерации не менее 15 лет в календарном исчислении, а также пенсионеры и ветераны органов и организаций (учреждений) прокуратуры Российской Федерации, безупречно прослужившие (проработавшие) в системе прокуратуры Российской Федерации и (или) в прокуратуре СССР не менее 20 лет в календарном исчислении, и граждане Российской Федерации и иностранные граждане, внесшие существенный вклад в развитие системы прокуратуры Российской Федерации, укрепление законности и правопорядка, оказавшие содействие органам и организациям прокуратуры Российской Федерации в выполнении задач, возложенных на них.

Повторное награждение одной и той же наградой не производится, кроме наград, имеющих степени. Награждение наградами, имеющими степени, производится последовательно от низшей к высшей. В исключительных случаях по решению Генерального прокурора Российской Федерации награждение может производиться без учета выслуги лет (стажа работы) и соблюдения последовательности.
Награждение наградами за новые заслуги возможно не ранее чем через три года после предыдущего награждения, за исключением случаев награждения за заслуги при выполнении заданий особой важности и сложности.

## Порядок ношения наград
Медали прокуратуры носятся на левой стороне груди ниже государственных наград Российской Федерации в последовательности, определяющей их значимость.
Нагрудные знаки «Почётный работник прокуратуры Российской Федерации», «За безупречную службу», «За заслуги» и знаки отличия «За верность закону» всех степеней носятся на правой стороне груди.